# Patricia Kennedy Lawford
Patricia Helen (Pat) Kennedy Lawford (Brookline (Massachusetts), 6 mei 1924 – New York), 17 september 2006) was een bekende verschijning in de Amerikaanse hogere kringen. Ze was het zesde kind van Joseph en Rose Kennedy en een jongere zus van voormalig president John F. Kennedy.

## Jeugd en opleiding
Kennedy was een beleefde, introverte vrouw die haar opleiding volgde aan het Rosemont College. Ze werkte als reiscorrespondente voor diverse bladen waar ze, gevoed door de verhalen van haar vader toen deze aan het hoofd stond van RKO Pictures, verslag deed van exotische filmlocaties. Nadat ze afstudeerde aan Rosemont College verhuisde ze naar Hollywood, in de hoop om een filmproducent en -regisseur te worden zoals haar vader. Uiteindelijk werd ze productieassistente.

## Huwelijk en kinderen
Via haar zuster Eunice leerde ze in de jaren veertig de Britse acteur Peter Lawford kennen. Ze ontmoetten elkaar opnieuw in 1949 en later nog in 1953. Na een korte romance kondigden ze hun officiële verloving aan in februari 1954. Ze huwden op 24 april 1954 in de katholieke kerk van St. Thomas Moore in New York, enkele weken voor Patricia's dertigste verjaardag. Ze gingen wonen in Santa Monica (Californië). Het stel kreeg vier kinderen:
- Christopher Lawford (1955-2018)
- Sydney Maleia Lawford (1956)
- Victoria Francis Lawford (1958)
- Robin Elizabeth Lawford (1961)

## Scheiding
Ondanks de glamour die van het huwelijk afscheen, doken problemen op die er al vanaf hun verloving waren. Peter had moeilijkheden met het feit dat Patricia katholiek was en het imago van haar uitgebreide familie. Patricia tolereerde het zware drinken van haar man, zijn buitenechtelijke affaires en zijn langzame verslaving aan drugs niet. Kort na de moord op haar broer John in 1963 vroeg Patricia een wettelijke scheiding aan, die in 1966 officieel werd. Vanwege haar geloofsovertuiging hertrouwde ze nooit.

## Nadagen
Later kreeg ze zelf te kampen met een verslaving aan alcohol en kreeg ze kanker. Ze stierf op 82-jarige leeftijd in haar huis in Manhattan aan een longontsteking. Ze had tien kleinkinderen en was het tweede kind van Joseph Kennedy dat een natuurlijke dood stierf. Twee van haar broers werden vermoord en één broer en één zus kwamen om bij een vliegtuigongeluk.